# Gerasimo III di Costantinopoli
Gerasimo III (in greco Γεράσιμος Γ΄; Cipro, XVIII secolo – Tarabya, 1797) è stato un arcivescovo ortodosso greco con cittadinanza ottomana, che ha ricoperto la carica di patriarca ecumenico di Costantinopoli dal 1794 al 1797.

## Biografia
Nato a Cipro, Gerasimo fu nominato vescovo metropolitano di Bizia e Medea nel 1762, di Nicomedia (İzmit) nel 1783 e  di Derco nel 1791. Infine, il 3 marzo 1794, Gerasimo fu eletto patriarca ecumenico al posto di Neofito VII.
Durante il suo patriarcato, regolò diverse questioni ecclesiastiche, inclusa la determinazione di un'età minima per l'ordinazione del clero, nel 1795: 25 anni per i diaconi e 30 anni per i presbiteri.
Il 19 aprile 1797, Gerasimo si dimise e si ritirò a Tarabya, dove morì poco dopo.